# Great Lakes Valley Conference
La Great Lakes Valley Conference (GLVC) es una conferencia de la División II de la NCAA. Está formada por quince universidades que compiten en 24 deportes (12 masculinos y 12 femeninos). Las universidades miembros se sitúan geográficamente en los estados de Illinois, Indiana y Misuri.

## Historia
La GLVC surgió de las discusiones que comenzaron en 1972 entre los directores atléticos de tres escuelas en el gran valle de Ohio: Bellarmine College (ahora designada como universidad), Kentucky Wesleyan College e Indiana State University en Evansville (conocida desde 1985 como la Universidad de Sur de Indiana), con el objetivo de formar una conferencia de baloncesto. Las discusiones más tarde crecieron para incluir la Universidad de Indianápolis y el Saint Joseph's College, y en 1978, estas escuelas se unieron a la Universidad Ashland para formar la conferencia GLVC. Dos de las escuelas fundadoras (Indianápolis y el sur de Indiana) permanecen hoy en la conferencia.
La conferencia experimentó un crecimiento constante durante los años ochenta y principios de los noventa. la GLVC se expandió por primera vez en 1980 con la incorporación de la Universidad de Lewis, seguida de la Universidad de Indiana: la Universidad de Purdue Fort Wayne (IPFW; el programa deportivo ahora es Purdue Fort Wayne) en 1984, la Universidad del Norte de Kentucky al año siguiente y la Universidad Estatal de Kentucky en 1989. La conferencia perdió a sus primeros miembros en 1994 con la partida de Ashland y la estatal de Kentucky, pero sin embargo aumentó de tamaño ese mismo año, agregando la Universidad de Quincy, la Universidad de Southern Illinois Edwardsville (SIUE) y la Universidad de Wisconsin – Parkside. La Universidad de Misuri – St. Louis (UMSL) se uniría al año siguiente.

## Miembros

### Miembros actuales
| Institución                                                  | Localización             | Fundada | Tipo                       | Alumnos | Apodo         | Año de unión |
| ------------------------------------------------------------ | ------------------------ | ------- | -------------------------- | ------- | ------------- | ------------ |
| Universidad Drury                                            | Springfield, Misuri      | 1873    | Privada (UCC & DOC)        | 1,728   | Panthers      | 2005         |
| Universidad de Illinois en Springfield                       | Springfield, Illinois    | 1969    | Pública                    | 4,575   | Prairie Stars | 2009         |
| Universisad de Indianápolis                                  | Indianápolis, Indiana    | 1902    | Privada (United Methodist) | 5,935   | Greyhounds    | 1978         |
| Universidad Lewis                                            | Romeoville, Illinois     | 1932    | Privada (Católica)         | 6,440   | Flyers        | 1980         |
| Universidad Lincoln                                          | Jefferson City, Misuri   | 1866    | Pública (HBCU)             | 1,689   | Blue Tigers   | 2024         |
| Universidad Maryville                                        | Town and Country, Misuri | 1872    | Privada (Católica)         | 9,139   | Saints        | 2009         |
| Universidad McKendree                                        | Lebanon, Illinois        | 1828    | Privada (United Methodist) | 2,499   | Bearcats      | 2012         |
| Universidad de Ciencia y Tecnología de Misuri (Missouri S&T) | Rolla, Misuri            | 1870    | Pública                    | 8,607   | Miners        | 2005         |
| Universidad de Misuri–San Luis                               | St. Louis, Missouri      | 1963    | Pública                    | 16,471  | Tritons       | 1995         |
| Universidad de Quincy                                        | Quincy, Illinois         | 1860    | Privada (Católica)         | 1,188   | Hawks         | 1994         |
| Universidad Rockhurst                                        | Kansas City, Misuri      | 1910    | Privada (Católica)         | 3,145   | Hawks         | 2005         |
| Universidad Bautista del Suroeste                            | Bolivar, Misuri          | 1878    | Privada (Baptista)         | 3,356   | Bearcats      | 2019         |
| Universidad Estatal Truman                                   | Kirksville, Misuri       | 1867    | Pública                    | 5,853   | Bulldogs      | 2013         |
| Universidad de Upper Iowa                                    | Fayette, Iowa            | 1857    | Privada (Laica)            | 6,764   | Peacocks      | 2023         |
| William Jewell College                                       | Liberty, Misuri          | 1849    | Privada (Laica)            | 808     | Cardinals     | 2011         |

1. ↑  El campus tiene una dirección postal en St. Louis.

### Miembros afiliados
| Institución                                 | Localización                  | Fundada | Tipo                         | Alumnos | Apodo       | Fecha unión | Deporte      | Conferencia primaria |
| ------------------------------------------- | ----------------------------- | ------- | ---------------------------- | ------- | ----------- | ----------- | ------------ | -------------------- |
| Universidad de Central Misuri               | Warrensburg, Misuri           | 1871    | Pública                      | 14,148  | Jennies     | 2019        | bowling (F)  | MIAA                 |
| Universidad Davenport                       | Grand Rapids, Míchigan        | 1866    | Privada (Laica)              | 1.923   | Panthers    | 2025        | lucha (F)    | GLIAC                |
| Universidad de Pensilvania East Stroudsburg | East Stroudsburg, Pensilvania | 1893    | Pública                      | 5.152   | Warriors    | 2025        | stunt (F)    | PSAC                 |
| Universidad Estatal Ferris                  | Big Rapids, Míchigan          | 1884    | Pública                      | 6.532   | Bulldogs    | 2025        | stunt (F)    | GLIAC                |
| Universidad Estatal de Grand Valley         | Allendale, Míchigan           | 1960    | Pública                      | 17.207  | Lakers      | 2025        | lucha (F)    | GLIAC                |
| Universidad de Jamestown                    | Jamestown, Dakota del Norte   | 1883    | Privada (Presbiteriana)      | 1.290   | Jimmies     | 2025        | voleibol (M) | NSIC                 |
| Universidad Estatal Occidental de Misuri    | St. Joseph, Misuri            | 1915    | Pública                      | 3,824   | Griffons    | 2020        | lacrosse (F) | MIAA                 |
| Universidad Newman                          | Wichita, Kansas               | 1933    | Privada (Católica)           | 1,528   | Jets        | 2022        | bowling (F)  | MIAA                 |
| Universidad del Norte de Míchigan           | Marquette, Míchigan           | 1899    | Pública                      | 5.593   | Wildcats    | 2025        | lucha (F)    | GLIAC                |
| Universidad Cristiana de Oklahoma           | Oklahoma City, Oklahoma       | 1950    | Privada (Iglesias de Cristo) | 2,003   | Lady Eagles | 2024        | bowling (F)  | Lone Star            |
| Universidad Purdue Noroests                 | Hammond y Westville, Indiana  | 1946    | Pública                      | 4.622   | Pride       | 2025        | stunt (F)    | GLIAC                |
| Universidad Roosevelt                       | Chicago, Illinois             | 1945    | Privada (Laica)              | 2,391   | Lakers      | 2025        | voleibol (M) | GLIAC                |
| Universidad Thomas More                     | Crestview Hills, Kentucky     | 1921    | Privada (Católica)           | 1,958   | Saints      | 2025        | voleibol (M) | Great Midwest        |
| Universidad Trevecca Nazarene               | Nashville, Tennessee          | 1901    | Privada (Nazareno)           | 1.328   | Trojans     | 2025        | stunt (F)    | Gulf South           |